# Dos veces breve
Dos veces breve fue una revista de historietas dirigida por José Vicente Galadí bajo el sello cordobés Ariadna Editorial entre 2002 y 2011, con 24 números publicados y dos épocas diferenciadas:

## Primera época: 2002
Constó de solo 3 números.

## Segunda época: 2003-2011
La revista mantuvo un formato de 29,5 x 21 cm. y 52 páginas, con 16 a color, y presentó diversos números monográficos.
Contó el apoyo económico de la Consejería de Cultura de la Junta de Andalucía e incluía historietas de autores cordobeses como El Bute, Raúlo Cáceres, Pepe Farrup, Andrés G. Leiva o Rafa Infantes, quienes también colaboraban en la otra revista de cómics local, Killer Toons. Presentó también la obra de destacados autores del panorama nacional como Raquel Alzate, Sergio García, Lorenzo Gómez, 
José Luis Munuera, Ken Niimura, Sonia Pulido, David Rubín, Kenny Ruiz, Fermín Solís o Santiago Valenzuela.

## Números
| Dos veces breve n.º 1                    | Dos veces breve n.º 1 | Dos veces breve n.º 1 | Dos veces breve n.º 1 |
| Obra                                     | Guion                 | Ilustración           |                       |
| ---------------------------------------- | --------------------- | --------------------- | --------------------- |
| Papeles en blanco                        | Enrique Bonet         | Enrique Bonet         |                       |
| 5 escenas de amor en 1 restaurante chino | Lorenzo Gómez         | Lorenzo Gómez         |                       |
| Vías muertas                             | Jorge García          | Miguel A. Díez        |                       |
| El intruso                               | Esther                | Raulo Gómez           |                       |
| Las garras de la mariposa                | Jorge Zentner         | Sergio Mora           |                       |
| Omar el navegante “de cadenas y pájaros” | Pedro Rodríguez       | Pedro Rodríguez       |                       |
| Love is in the air                       | Calo                  | Calo                  |                       |
| Ana                                      | Sonia Pulido          | Rosita Canteras       |                       |
| El virginiano                            | Fermín Solís          | Fermín Solís          |                       |
| Almas bandoleras                         | Santos de Veracruz    | Santos de Veracruz    |                       |
| La hora                                  | Juan Berrio           | Juan Berrio           |                       |
| Una llamada equivocada                   | J. M. Ken Niimura     | J. M. Ken Niimura     |                       |

| Dos veces breve n.º 2 especial Granada | Dos veces breve n.º 2 especial Granada | Dos veces breve n.º 2 especial Granada | Dos veces breve n.º 2 especial Granada |
| Obra                                   | Guion                                  | Ilustración                            |                                        |
| -------------------------------------- | -------------------------------------- | -------------------------------------- | -------------------------------------- |
| El muerto invisible                    | Enrique Bonet                          | Enrique Bonet                          |                                        |
| Pánico en el edén                      | Chema García                           | Chema García                           |                                        |
| Nocturno granaino                      | El Bute                                | El Bute                                |                                        |
| Miradas encontradas                    | Jab                                    | Jab                                    |                                        |
| Mobiliario urbano                      | Pedro J. Colombo                       | Pedro J. Colombo                       |                                        |
| Más que palabras                       | Kenny Ruiz                             | Kenny Ruiz                             |                                        |
| Como el perro y el gato                | Juan Díaz Canales                      | Juanjo Guarnido                        |                                        |
| Medio en la tumba… ¡¡o del todo!!      | Jean David Morvan                      | José Luis Munuera                      |                                        |
| El virginiano                          | Sergio García                          | Sergio García (Color Lola Moral)       |                                        |
| El nombre del olvido                   | Isacio Rodríguez                       | Francisco Peña                         |                                        |
| Meneíllos                              | Francis Porcel                         | Francis Porcel                         |                                        |
| La voz de los cielos                   | Alex Romero                            | Ricardo Cayena                         |                                        |
| Perdón de nuestras faltas              | Alex Romero                            | José Luis López Rubiño                 |                                        |
| Sin título                             | Joaquín López Cruces                   | Joaquín López Cruces                   |                                        |
| El tonto de la pelota                  | Juanfra Cabrera                        | Juanfra Cabrera                        |                                        |

| Dos veces breve n.º 3                    | Dos veces breve n.º 3                   | Dos veces breve n.º 3     | Dos veces breve n.º 3 |
| Obra                                     | Guion                                   | Ilustración               |                       |
| ---------------------------------------- | --------------------------------------- | ------------------------- | --------------------- |
| Loreta                                   | Luis Durán                              | Luis Durán                |                       |
| Detrás de la barra                       | David Rubín                             | David Rubín               |                       |
| Galápagos                                | Joaquín Santiago                        | Joaquín Santiago          |                       |
| Tiempo de Marte                          | Jorge García                            | Andrés G. Leiva           |                       |
| Historia de dos ascensores               | Ken Niimura                             | Ken Niimura               |                       |
| En la oscuridad de la noche              | Basada en un fragmento de Alba Céspedes | Sonia Pulido Flores       |                       |
| E.T. El Extraterrenal                    | Pablo Velarde                           | Pablo Velarde             |                       |
| Una pequeña historia de trasfondo social | Israel Sánchez                          | Pepe Farruqo              |                       |
| Omar el navegante. A la deriva           | Pedro Rodríguez                         | Pedro Rodríguez           |                       |
| Gomina                                   | Esther                                  | Raúlo Cáceres             |                       |
| El niño del metro                        | Federico Pazos                          | Federico Pazos            |                       |
| Lorna Star                               | Esther Gili                             | Esther Gili               |                       |
| Su ronroneo tan dulce                    | Alexandre D’Averc                       | Gustavo Trigo             |                       |
| El tercer verso                          | Rafa Infantes                           | José Luis Martínez-Larraz |                       |

| Dos veces breve n.º 4 especial Galicia       | Dos veces breve n.º 4 especial Galicia | Dos veces breve n.º 4 especial Galicia | Dos veces breve n.º 4 especial Galicia |
| Obra                                         | Guion                                  | Ilustración                            |                                        |
| -------------------------------------------- | -------------------------------------- | -------------------------------------- | -------------------------------------- |
| El club del medio pezón de Claudette Colbert | Carlos Portela                         | Fernando Iglesias                      |                                        |
| Último verano en Howard’s Hills              | Víctor Rivas                           | Victor Rivas                           |                                        |
| Versiones                                    | Kiko Da Silva                          | Kiko Da Silva                          |                                        |
| Escape                                       | Marcos Calo                            | Marcos Calo                            |                                        |
| La luciérnaga                                | David Rubín                            | David Rubín                            |                                        |
| Montano y sus memorias de África             | Fernando Luna                          | Miguelanxo Prado                       |                                        |
| A familia Coello. El sheriff Murphy          | Sergio Covelo                          | Sergio Covelo                          |                                        |
| La ofrenda                                   | Santy Gutiérrez                        | Santy Gutiérrez                        |                                        |
| Qué me pasa, doctor?                         | Manel Cráneo                           | Manel Cráneo                           |                                        |
| Vernel                                       | Alberto Vázquez                        | Alberto Vázquez                        |                                        |
| Los demonios de la momia nenita              | Miguel Robledo                         | Miguel Robledo                         |                                        |
| Te visitará la muerte                        | Miguel Porto                           | Miguel Porto                           |                                        |
| Industrias Ángel Caído                       | Alberto Guitián                        | Alberto Guitián                        |                                        |

| Dos veces breve n.º 5                          | Dos veces breve n.º 5 | Dos veces breve n.º 5 | Dos veces breve n.º 5 |
| Obra                                           | Guion                 | Ilustración           |                       |
| ---------------------------------------------- | --------------------- | --------------------- | --------------------- |
| Gira la llave                                  | David Rubín           | David Rubín           |                       |
| Raíces                                         | J.M. Ken Niimura      | J. M. Ken Niimura     |                       |
| De robots y hombres                            | Rafa Infantes         | Rafa Infantes         |                       |
| Mi tía Magdalena                               | Rosita Canteras       | Sonia Pulido          |                       |
| No quería cerrar los ojos                      | Pepe Gálvez           | Alfons López          |                       |
| El gallo                                       | Juan Berrio           | Juan Berrio           |                       |
| Fuegos del fin del mundo                       | Jorge García          | Miguel A. Díez        |                       |
| Vidas paralelas                                | Pablo Velarde         | Pablo Velarde         |                       |
| Waldoo el perrito lazarillo y su ciego Paquito | Fermín Solís          | Fermín Solís          |                       |

| Dos veces breve n.º 6 especial autorAs      | Dos veces breve n.º 6 especial autorAs | Dos veces breve n.º 6 especial autorAs | Dos veces breve n.º 6 especial autorAs |
| Obra                                        | Guion                                  | Ilustración                            |                                        |
| ------------------------------------------- | -------------------------------------- | -------------------------------------- | -------------------------------------- |
| La ciudad de las luces                      | Raquel Alzate                          | Raquel Alzate                          |                                        |
| Entrevista a Santiago Venezuela             | Dos Veces Breve                        | Dos Veces Breve                        |                                        |
| 1000 cerezos                                | Emma Ríos                              | Emma Ríos                              |                                        |
| Desorden transitorio de un fondo documental | Elena Cabrera                          | María Nuñez                            |                                        |
| Schopenhauer                                | Lola Sánchez                           | Lola Sánchez                           |                                        |
| Sin título                                  | Luci Gutiérrez                         | Luci Gutiérrez                         |                                        |
| Just married                                | Lola Lorente                           | Lola Lorente                           |                                        |
| Problemas vitales soluciones totales        | Sonia Pulido                           | Sonia Pulido                           |                                        |
| Calamity Jane                               | Carla Berrocal                         | Carla Berrocal                         |                                        |
| ¿Cómo voy a saber si eres tú?               | Olga Carmona                           | Olga Carmona                           |                                        |
| De espaldas a la muerte                     | Carlos Salgado                         | Esther Gili                            |                                        |

| Dos veces breve n.º 9 especial mucho cuento | Dos veces breve n.º 9 especial mucho cuento | Dos veces breve n.º 9 especial mucho cuento | Dos veces breve n.º 9 especial mucho cuento |
| Obra                                        | Guion                                       | Ilustración                                 |                                             |
| ------------------------------------------- | ------------------------------------------- | ------------------------------------------- | ------------------------------------------- |
| El vuelo del estornino                      | Jacobo Fernández                            | Jacobo Fernández                            |                                             |
| Cuento                                      | Rubén Garrido                               | Rubén Garrido                               |                                             |
| Los demonios de la víspera de primavera     | Carlos Vermut                               | Carlos Vermut                               |                                             |
| Todo lo que se olvida                       | Fermín Solís                                | Fermín Solís                                |                                             |
| ¿Qué le pasa a Pablo?                       | José María Domínguez                        | José María Domínguez                        |                                             |
| Los fantasmas del bosque                    | David Rubín                                 | David Rubín                                 |                                             |
| Ms. Vértigo                                 | Andrés G. Leiva                             | Andrés G. Leiva                             |                                             |

| Dos veces breve nº10 especial los últimos días del underground        | Dos veces breve nº10 especial los últimos días del underground | Dos veces breve nº10 especial los últimos días del underground | Dos veces breve nº10 especial los últimos días del underground |
| Obra                                                                  | Guion                                                          | Ilustración                                                    |                                                                |
| --------------------------------------------------------------------- | -------------------------------------------------------------- | -------------------------------------------------------------- | -------------------------------------------------------------- |
| Las buenas intenciones                                                | Miguel Porto                                                   | Miguel Porto                                                   |                                                                |
| Capitán Warren                                                        | Raúl Ariño                                                     | Raúl Ariño                                                     |                                                                |
| Las nuevas aventuras del Chico Costra cap. 03: Es tiempo de cambios.. | J.M. Ken Niimura                                               | J.M. Ken Niimura                                               |                                                                |
| Cornucopia                                                            | Daniel García                                                  | Daniel García                                                  |                                                                |
| Violent Ignatius. Cerdos, guarras y lechones                          | P. Alexz                                                       | P. Alexz                                                       |                                                                |
| Historia del progreso                                                 | Diego Blanco                                                   | Diego Blanco                                                   |                                                                |
| Handrolling tobacco                                                   | Esteban Hernández                                              | Esteban Hernández                                              |                                                                |
| El leñador y el diablo                                                | Brais Rodríguez                                                | Brais Rodríguez                                                |                                                                |
| Las aventuras de Gallardo y Mediavilla                                | Gallardo y Mediavilla                                          | Gallardo y Mediavilla                                          |                                                                |

| Dos veces breve nº12 especial iberomanga | Dos veces breve nº12 especial iberomanga | Dos veces breve nº12 especial iberomanga | Dos veces breve nº12 especial iberomanga |
| Obra                                     | Guion                                    | Ilustración                              |                                          |
| ---------------------------------------- | ---------------------------------------- | ---------------------------------------- | ---------------------------------------- |
| Tiempo de Ángeles                        | Álex Romero                              | Juanfra Cabrera                          |                                          |
| Breve encuentro en Cipango               | Víctor Santos                            | Víctor Santos                            |                                          |
| El Navegante y el Guerrero               | Kenny Ruiz                               | Kenny Ruiz                               |                                          |
| Oferta de la semana                      | Olga Carmona Peral                       | Olga Carmona Peral                       |                                          |
| Lullaby (canción de cuna)                | Álvaro López                             | Álvaro López                             |                                          |
| Mecha-polis gokudo chambara              | Emma Ríos                                | Emma Ríos                                |                                          |
| Level up!                                | JM Ken Niimura                           | JM Ken Niimura                           |                                          |
| Ken games                                | José M. Robledo                          | Marcial Toledano                         |                                          |
| Super Princess Yoko                      | David Ramírez                            | David Ramírez                            |                                          |
| Lobos. Quien roba a un ladrón…           | Josep Busquet                            | David Lafuente                           |                                          |
| Palos y piedras                          | David Rubín                              | David Rubín                              |                                          |
| Un descanso                              | Quim Bou                                 | Quim Bou                                 |                                          |
| Budy y las chicas                        | Guillem March                            | Guillem March                            |                                          |

| Dos veces breve nº17 especial Euskadi        | Dos veces breve nº17 especial Euskadi | Dos veces breve nº17 especial Euskadi | Dos veces breve nº17 especial Euskadi |
| Obra                                         | Guion                                 | Ilustración                           |                                       |
| -------------------------------------------- | ------------------------------------- | ------------------------------------- | ------------------------------------- |
| Las cenizas de la abuela                     | Javier de Isusi                       | Javier de Isusi                       |                                       |
| El defensor del pueblo                       | Ernesto Murillo                       | Ernesto Murillo                       |                                       |
| Caín                                         | Manuel Ortega                         | Manu Ortega                           |                                       |
| Duelo a muerte en Remhus VII                 | Álex Sanvi                            | Álex Sanvi                            |                                       |
| La Cabritilla Roja                           | Javi Quintana                         | Javi Quintana                         |                                       |
| El Gigante                                   | Basilio Tamayo                        | Danimaiz                              |                                       |
| El niño mudo (poema de F. G. Lorca)          | Raquel Alzate                         | Raquel Alzate                         |                                       |
| El cómic vasco                               | Antonio Altarriba                     | Luis Durán / Álvarez Rabo             |                                       |
| Vibraciones                                  | Leandro Alzate                        | Leandro Alzate                        |                                       |
| El arte de pensar al revés (una y mil veces) | Borja Crespo                          | Borja Crespo                          |                                       |
| La fábrica de sueños                         | Infame&co                             | Infame&co                             |                                       |
| Fito e Pita                                  | Guitián                               | Guitián                               |                                       |

| Dos veces breve nº18 especial espadas          | Dos veces breve nº18 especial espadas | Dos veces breve nº18 especial espadas    | Dos veces breve nº18 especial espadas |
| Obra                                           | Guion                                 | Ilustración                              |                                       |
| ---------------------------------------------- | ------------------------------------- | ---------------------------------------- | ------------------------------------- |
| Sinhagad                                       | Álex Romero                           | Chema García                             |                                       |
| Roncelande                                     | Patrick Fodéré                        | Patrick Fodéré                           |                                       |
| Espada La Tène (S. IV a I AC)                  | Quim Bou                              | Quim Bou                                 |                                       |
| Sachs                                          | López Portolés                        | López Portolés                           |                                       |
| Fortuna                                        | Kike Benlloch                         | Brais Rodríguez                          |                                       |
| El alma de la espada 1: La marca de Inanna     | Montse Martín                         | Montse Martín                            |                                       |
| El alma de la espada 2: Crocea Mors            | Óscar Herrero                         | Óscar Herrero (color Raúl Arnáiz)        |                                       |
| El alma de la espada 3: El Herrero             | Raúl Arnáiz                           | Gabor                                    |                                       |
| El alma de la espada 4: La cruz de la Victoria | José Manuel Hurtado                   | José Manuel Hurtado                      |                                       |
| El alma de la espada 5: Das mächting Balmung   | Raúl Arnáiz                           | Raúl Arnáiz                              |                                       |
| Estirpe                                        | Jordi Bayarri                         | Jordi Bayarri                            |                                       |
| Una reliquia familiar                          | Carlos Hernández                      | Carlos Hernández                         |                                       |
| La Spatha                                      | Lorenzo F. Díaz /Francisco Naranjo    | Ricardo Machuca                          |                                       |
| Fade 2 Black                                   | Raule                                 | Sagar Forniés (rotulación Silvia Ortega) |                                       |
| La noche del lobo                              | Víctor Santos                         | Víctor Santos                            |                                       |

| Dos veces breve nº19 especial cuadros    | Dos veces breve nº19 especial cuadros           | Dos veces breve nº19 especial cuadros   | Dos veces breve nº19 especial cuadros |
| Obra                                     | Guion                                           | Ilustración                             |                                       |
| ---------------------------------------- | ----------------------------------------------- | --------------------------------------- | ------------------------------------- |
| El encargo                               | Juan Berrio                                     | Juan Berrio                             |                                       |
| El Coloso                                | Santiago García                                 | Javier Olivares                         |                                       |
| El Aduanero y la Gitana                  | Brais Rodríguez                                 | Brais Rodríguez                         |                                       |
| El balcón                                | Ana Galvañ (Inspirada en Le Balcon de E. Manet) | Ana Galvañ                              |                                       |
| El penúltimo adiós                       | Raule                                           | Sagar Forniés                           |                                       |
| La habitación de Arlés                   | Fermín Solís                                    | Fermín Solís                            |                                       |
| Touluse & Bruant                         | Oriol Jardí                                     | Oriol Jardí                             |                                       |
| El señor F. y las Joyas                  | Antonio de Egipto                               | Andrés G. Leiva (color: Pilar Mahedero) |                                       |
| Los gatos furiosos                       | Álvaro Ortiz                                    | Álvaro Ortiz                            |                                       |
| El Estudio para la Cabeza de George Dyer | Olga Carmona                                    | Olga Carmona                            |                                       |
| Los días felices                         | Diego Arandojo                                  | ED                                      |                                       |
| GatoRembrandt. Harmenszoon van Rijn      | Jacobo Fernández Serrano                        | Jacobo Fernández Serrano                |                                       |
| Mensajes                                 | Rafa Infantes                                   | Rafa Infantes                           |                                       |

| Dos veces breve nº20                     | Dos veces breve nº20      | Dos veces breve nº20 | Dos veces breve nº20 |
| Obra                                     | Guion                     | Ilustración          |                      |
| ---------------------------------------- | ------------------------- | -------------------- | -------------------- |
| El rey del patio                         | Stygryt                   | Dani Cruz            |                      |
| Final feliz                              | Esteban Hernández         | Esteban Hernández    |                      |
| El gnomo Ralph pone a prueba al mesonero | José Pablo                | José Pablo           |                      |
| Frosted sugar flakes                     | JM Ken Niimura            | JM Ken Niimura       |                      |
| La maleta                                | Antonio de Egipto         | Andrés G. Leiva      |                      |
| Autónomos                                | Javier Martínez-Inchausti | Infame & co.         |                      |
| Gladys Rostan ya no vive aquí            | Raúl Ariño                | Raúl Ariño           |                      |
| El Dios en que confío                    | Jorge García              | Fidel Martínez       |                      |
| Revolución                               | El Juan Pérez             | Miguel Ángel Cáceres |                      |
| El circo etéreo                          | Álex Romero               | Fritz                |                      |
| El chico de la curva                     | Diego Blanco              | Diego Blanco         |                      |
| Conversaciones al amor del Cola-cao      | Teresa Valero             | Teresa Valero        |                      |

| Dos veces breve nº21                                    | Dos veces breve nº21 | Dos veces breve nº21                    | Dos veces breve nº21 |
| Obra                                                    | Guion                | Ilustración                             |                      |
| ------------------------------------------------------- | -------------------- | --------------------------------------- | -------------------- |
| Plänetä Mïncha: Estudios Geögräficos. Fauna: Pruküpükus | Manel Cráneo         | Manel Cráneo                            |                      |
| El ojo del huracán                                      | Jorge García         | Andrés G. Leiva (color: Pilar Mahedero) |                      |
| Chica y Robot. Rumor nuevo                              | Diego Blanco         | Diego Blanco                            |                      |
| El corrector implacable                                 | José Pablo           | José Pablo                              |                      |
| La bala entre los dientes (efecto)                      | Álex Romero          | Lola Sánchez                            |                      |
| Interiores                                              | Rafa Infantes        | Rafa Infantes                           |                      |
| La bala entre los dientes (método)                      | Álex Romero          | Lola Sánchez                            |                      |
| Los buques suicidantes (relato de Horacio Quiroga)      | Luciano Saracino     | Infame & co.                            |                      |
| Cuento Gótico                                           | Joaquín Resano       | Simonides                               |                      |
| Una estrella fugaz                                      | JM Ken Niimura       | JM Ken Niimura                          |                      |
| El asno y el cerdo. Fábula                              | Joaquín Resano       | Joaquín Resano                          |                      |
| El ataque de las teenagers con furor uterino            | P. Álex              | P. Álex                                 |                      |
| Plänetä Mïncha: Estudios Geögräficos. Fauna: Mëduss     | Manel Cráneo         | Manel Cráneo                            |                      |

| Dos veces breve nº22 especial Andaluces y uniersales           | Dos veces breve nº22 especial Andaluces y uniersales | Dos veces breve nº22 especial Andaluces y uniersales | Dos veces breve nº22 especial Andaluces y uniersales |
| Obra                                                           | Guion                                                | Ilustración                                          |                                                      |
| -------------------------------------------------------------- | ---------------------------------------------------- | ---------------------------------------------------- | ---------------------------------------------------- |
| El Hipocampo                                                   | Sonia Espada                                         | Sonia Espada                                         |                                                      |
| El lugar que nos corresponde                                   | Jorge García                                         | Fidel Martínez                                       |                                                      |
| La cantiga del Neo-aparecido                                   | Álex Romero                                          | Chema García (color: Rafa Manso)                     |                                                      |
| Tu corazón es mi piñata                                        | Cristina Martos                                      | Cristina Martos                                      |                                                      |
| El hombre de la llave inglesa y su plan para sabotear el mundo | Lorenzo Gómez                                        | Lorenzo Gómez                                        |                                                      |
| Ya no queda nada de lo que había antes                         | Olga Carmona                                         | Olga Carmona                                         |                                                      |
| Mis adorables monstruos                                        | Fritz                                                | Fritz                                                |                                                      |
| Mensaje oído de refilón en una parada del Metro                | Álex Romero                                          | Andrés Soria                                         |                                                      |
| Sueños                                                         | Rafa Infantes                                        | Rafa Infantes                                        |                                                      |
| El último round                                                | Antonio de Egipto                                    | Andrés G. Leiva (color: Pilar Mahedero)              |                                                      |
| The Key                                                        | El Bute                                              | El Bute                                              |                                                      |
| Lejos                                                          | Jorge García                                         | Pedro Rodríguez                                      |                                                      |
| Amar, ¿dará honor a varón o hará drama?                        | José Pablo                                           | José Pablo                                           |                                                      |
| Luminosa mañana                                                | Triana                                               | Javier Monsalvett                                    |                                                      |

| Dos veces breve nº23 especial por amor al humor | Dos veces breve nº23 especial por amor al humor | Dos veces breve nº23 especial por amor al humor | Dos veces breve nº23 especial por amor al humor |
| Obra                                            | Guion                                           | Ilustración                                     |                                                 |
| ----------------------------------------------- | ----------------------------------------------- | ----------------------------------------------- | ----------------------------------------------- |
| Some bad gags                                   | Jorge Parras                                    | Jorge Parras                                    |                                                 |
| Conversaciones al amor del Colacao              | Teresa Valero                                   | Teresa Valero                                   |                                                 |
| Hambre de Hombre                                | Raúl Ariño                                      | Raúl Ariño                                      |                                                 |
| Humor amarillo                                  | José Pablo                                      | José Pablo                                      |                                                 |
| Ramón Dragón: La Encantadora                    | Gaspar Naranjo                                  | Gaspar Naranjo                                  |                                                 |
| El cómic no es Arte ¡ni falta que hace!         | Irreverendos                                    | Irreverendos                                    |                                                 |
| Honor de Samurai                                | Hugo Covelo                                     | Hugo Covelo                                     |                                                 |
| Prisión de Lansberg, Alemania 1924              | Ferrán Esteve                                   | Ferrán Esteve                                   |                                                 |
| El mantra del guerrero Chobobo                  | JM Ken Niimura                                  | JM Ken Niimura                                  |                                                 |
| El bestiario                                    | Fritz                                           | Fritz                                           |                                                 |
| Desafíos estéticos                              | Furillo                                         | Furillo                                         |                                                 |
| El abuelo del abuelo de Garret                  | Gerardo Sanz                                    | Gerardo Sanz                                    |                                                 |

| Dos veces breve nº24 especial dando la alternativa                  | Dos veces breve nº24 especial dando la alternativa | Dos veces breve nº24 especial dando la alternativa | Dos veces breve nº24 especial dando la alternativa |
| Obra                                                                | Guion                                              | Ilustración                                        |                                                    |
| ------------------------------------------------------------------- | -------------------------------------------------- | -------------------------------------------------- | -------------------------------------------------- |
| Vacaciones                                                          | Kike Benlloch                                      | Miguel Valderrama                                  |                                                    |
| Sin título                                                          | Julio Serrano                                      | Julio Serrano                                      |                                                    |
| Convencionalismos                                                   | Kike Benlloch                                      | Pedro Villarejo                                    |                                                    |
| El trayecto                                                         | Francisco Viloria                                  | Francisco Viloria                                  |                                                    |
| Historia tan improbable como cierta del Fantasma de Berkeley Street | Carmen Pardo                                       | David Belmonte                                     |                                                    |
| Mosquito y Lámpara                                                  | Quim Bou                                           | Eduardo González                                   |                                                    |
| El Fraile y la Gitana                                               | Víctor Araque                                      | Víctor Araque                                      |                                                    |
| El dinero no da la felicidad                                        | Germar & Nadar                                     | Germar & Nadar                                     |                                                    |
| Colapso                                                             | Álvaro López                                       | Álvaro López (ayudado por Emma Ríos)               |                                                    |
| Verónica                                                            | Javier Soriano                                     | Javier Soriano                                     |                                                    |

## Premios
En 2010 fue elegida como mejor revista de cómic de España del año anterior en el Salón internacional del cómic de Barcelona.